# H12HW
H12HW（エイチ いちに エイチダブリュ）は、ファーウェイが開発した、イー・モバイルの音声通話サービス対応の携帯電話である。

## 特徴
ファーウエイの日本向け音声端末第3号として、イー・モバイルからリリースされた。
当初、2008年12月20日のリリースを予定していたが、延期されて2009年2月7日発売となった。
愛称の”E.T.”は、”EMOBILE TALK”の略。前任機種、H11HWから、USBケーブルやBluetooth通信を介したパソコンでのデータ通信(Windows機に正式対応)や、メディアプレイヤー、海外ローミング等、主要な機能は継承している。
H11HWからの変更点は、筐体形状(折りたたみ→ストレートに。角の丸まった直方体デザインだが、ディスプレイ画面はQVGAサイズを確保)と、3.5ｍｍのイヤホン端子の新設、中国語の表示と入力が可能になったこと、汎用のminiUSBのBコネクタに対応した点である。
イー・モバイル提供ファーウェイ製携帯電話（所謂フィーチャーフォン）としては本機をもって最後となった。現在のY!mobile含め本機以降に発売された端末は全てスマートフォン・データ通信端末である。
余談だが、本機種のACアダプタ・USBケーブルは、D25HW附属品としても採用されている。

## 対応サービス
- EMnetメール
- SMS
- 絵文字
- フルブラウザ（ただし、一部の掲示板への書込みやSNSなどが利用できないことがある）
- QRコードリーダー
- Bluetooth （バージョン1.2）